# Expedició 28
L'Expedició 28 va ser la 28a estada de llarga durada a l'Estació Espacial Internacional (ISS), començant el 23 de maig de 2011 amb la partida dels membres de l'Expedició 27. Els primers tres membres de l'Expedició 28 van arribar a l'ISS a bord de la nau Soiuz TMA-21 el 4 d'abril de 2011, i s'hi van afegir el 9 de juny 2011 pels altres tres membres de la tripulació, que van arribar a bord de la Soiuz TMA-02M. L'expedició va experimentar un gran nombre d'esdeveniments importants, incloent la missió final del Transbordador Espacial, el STS-135, que va tenir lloc el juliol de 2011. L'Expedició 28 va ser reemplaçada per l'Expedició 29 el 16 de setembre de 2011.

## Tripulació
| Posició           | Primera part (Maig del 2011)                    | Segona part (Juny a setembre de 2011)           |
| ----------------- | ----------------------------------------------- | ----------------------------------------------- |
| Comandant         | Andrei Borissenko, RSA Primer vol espacial      | Andrei Borissenko, RSA Primer vol espacial      |
| Enginyer de Vol 1 | Aleksandr Samokutyayev, RSA Primer vol espacial | Aleksandr Samokutyayev, RSA Primer vol espacial |
| Enginyer de Vol 2 | Ron Garan, NASA Segon vol espacial              | Ron Garan, NASA Segon vol espacial              |
| Enginyer de Vol 3 |                                                 | Serguei Vólkov, RSA Segon vol espacial          |
| Enginyer de Vol 4 |                                                 | Mike Fossum, NASA Tercer vol espacial           |
| Enginyer de Vol 5 |                                                 | Satoshi Furukawa, JAXA Primer vol espacial      |

FontNASA

## Fets destacables

### Desacoblament de la Soiuz TMA-20

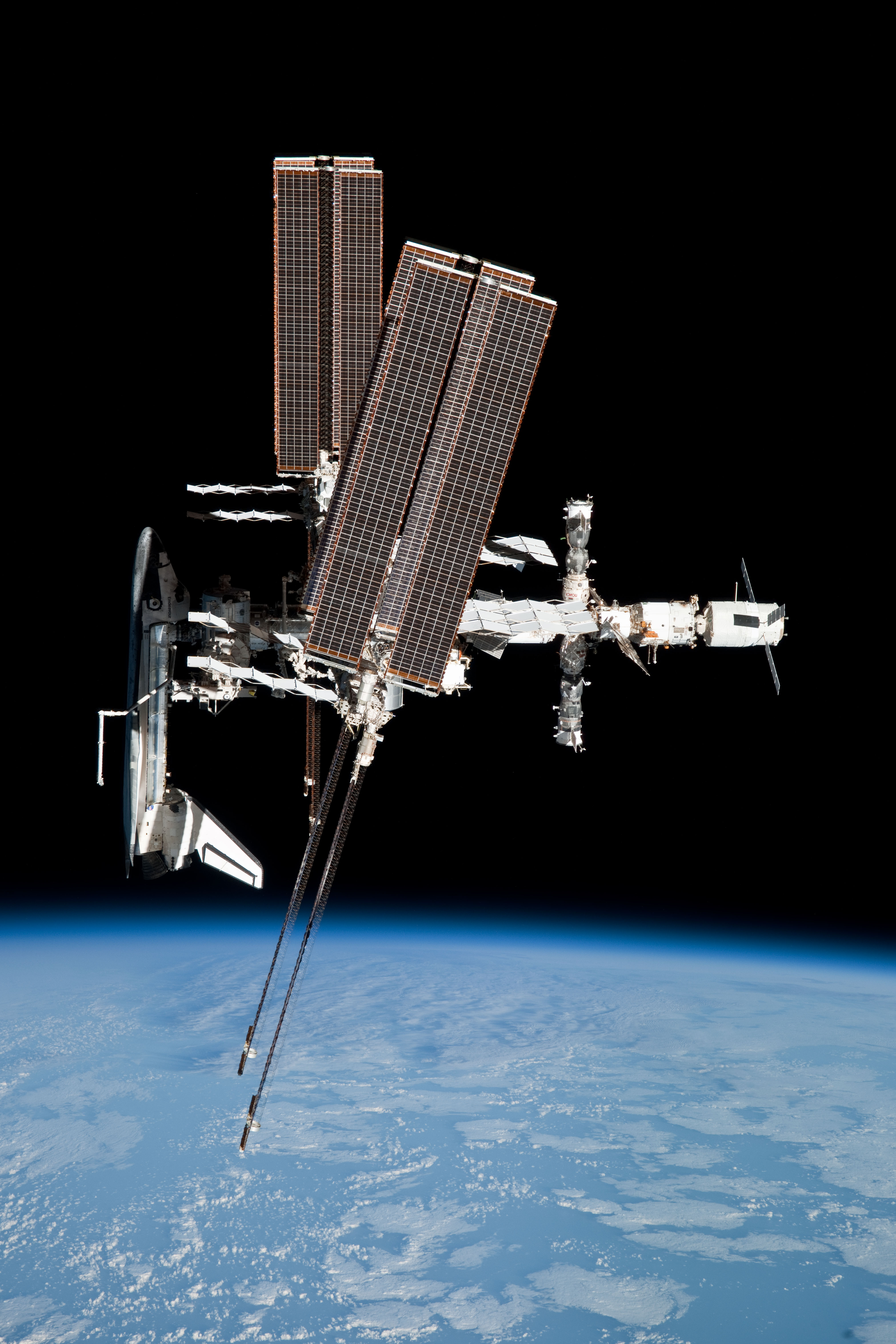
Transbordador Espacial Endeavour acoblat a l'ISS en el STS-134, fotografiat des de la Soiuz TMA-20 partint el 23 de maig 2011.

L'Expedició 28 va començar amb el desacoblament i partida de la tripulació de l'Expedició 27 el 23 de maig de 2011 a les 21:35 UTC. La tripulació del Soiuz TMA-20 va aterrar amb seguretat amb els tripulants Dmitri Kondratyev, Catherine Coleman i Paolo Nespoli aboard at 2:27 UTC on May 24.
Abans de la partida, en les proximitats de l'Estació Espacial Internacional, la tripulació del TMA-20 va fotografiar l'exterior de l'estació durant un sobrevol, capturant fotos del Transbordador Espacial Endeavour acoblat amb l'ISS en la seva missió final, STS-134.

### STS-134
En aquest punt, va començar l'Expedició 28, el Transbordador Espacial Endeavour va ser acoblat a l'ISS en la seva missió final, el STS-134. Durant aquesta missió, la tripulació del Endeavour van instal·lar l'Alpha Magnetic Spectrometer a l'exterior de l'estació i diversos recanvis per ajudar en operacions de manteniment de l'estació després de la jubilació del Transbordador Espacial. El STS-134 va ser la 36a del Transbordador Espacial a l'estació.
El Endeavour i la seva tripulació, formada per Mark Kelly, Gregory Johnson, Michael Fincke, Roberto Vittori, Andrew Feustel, i Gregory Chamitoff, van tornar a la Terra l'1 de juny de 2011, a les 6:34 UTC. El STS-134 va ser la penúltima missió del Transbordador Espacial.

### Acoblament de la Soiuz TMA-02M
La resta de la tripulació de l'Expedició 28 (Serguei Vólkov, Michael E. Fossum, i Satoshi Furukawa) va ser llançats a bord del Soyuz TMA-02M des del Cosmòdrom de Baikonur al Kazakhstan a les 20:12 UTC del 7 de juny de 2011. Va ser programat per acoblar-se a l'ISS el 9 de juny a aproximadament a les 21:22 UTC, però la Soiuz finalment ho va fer a les 21:18.

### Desacoblament del ATVJohannes Kepler
El 20 de gener de 2011, el vehicle d'abastiment de l'Agència Espacial Europea Johannes Kepler es va desacoblar de l'ISS, que hi portava des de febrer de 2011. En el 21 de juny de 2011, l'ATV va ser desorbitat, cremant-se a l'atmosfera sobre el sud de l'oceà Pacífic a les 22:44 CET.

### Progress M-11M docking
Una nau de càrrega russa Progress, designada M-11M (Progress 42 o 42P per la NASA) va ser llançada el 21 de juny de 2011 per transportar subministraments i lliurar equips a l'estació. La Progress M-11M va transferir més de 2,5 tones de càrrega, incloent menjar, aigua, maquinari científic, combustible i altres càrregues. La nau de subministraments va ser acoblada en el mòdul de servei Zvezda de l'estació a les 16:37 GMT en el 23 de juny de 2011. L'acoblament va tenir lloc a 245 milles sobre l'est del Kazakhstan.

### STS-135—Missió final del Transbordador Espacial
En el 8 de juliol de 2011, el Transbordador Espacial Atlantis va ser llançat en la missió STS-135, l'última missió del Programa del Transbordador Espacial de la NASA. El Atlantis es va acoblar a l'ISS el 10 de juliol de 2011 a les 15:07 UTC. La missió va ser tripulada pels astronautes de la NASA Christopher Ferguson, Douglas Hurley, Sandra Magnus, i Rex Walheim, i va partir de l'ISS el 19 de juliol de 2011. El propòsit de la missió va ser lliurar el MPLM Raffaello, proveït amb subministraments, a l'estació espacial.

### Desacoblament de la Soiuz TMA-21
La nau Soyuz TMA-21 va partir de l'Estació Espacial Internacional el 16 de setembre de 2011 a les 00:38 UTC. El Comandant de la Soiuz Aleksandr Samokutyayev i els Enginyers de Vol Andrei Borissenko i Ronald Garan van tornar a la Terra el 16 de setembre a les 03:59 UTC, aterrant amb seguretat a la zona central del Kazakhstan. Their landing marked the beginning of Expedition 29.

## Passeigs espacials
| Missió                       | Astronautes                           | Inici (UTC)                | Fi (UTC)                   | Duració             |
| ---------------------------- | ------------------------------------- | -------------------------- | -------------------------- | ------------------- |
| Expedició 28 EVA 1           | Michael Fossum Ronald Garan           | 12 de juliol de 2011 13:22 | 12 de juliol de 2011 19:53 | 6 hores i 31 minuts |
| Expedició 28 EVA 1           |                                       |                            |                            |                     |
| Expedició 28 Russian EVA #29 | Serguei Vólkov Aleksandr Samokutiàiev | 3 d'agost de 2011 14:50    | 3 d'agost de 2011 21:13    | 6 hores i 23 minuts |
| Expedició 28 Russian EVA #29 |                                       |                            |                            |                     |

## Galeria

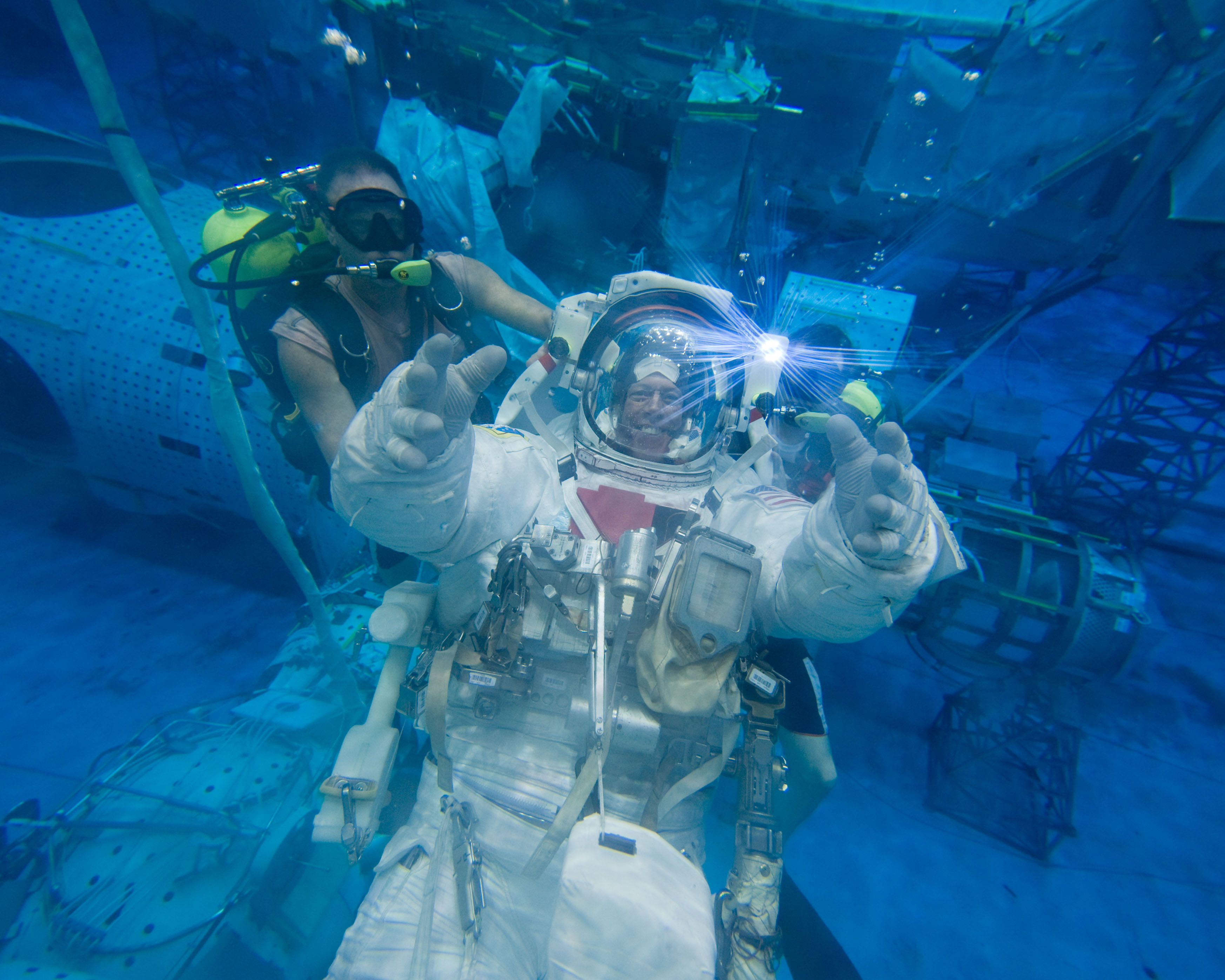
Fossum amb una versió d'entrenament del seu vestit espacial, durant una sessió d'entrenament en el Neutral Buoyancy Laboratory a prop del Centre Espacial Johnson de la NASA.
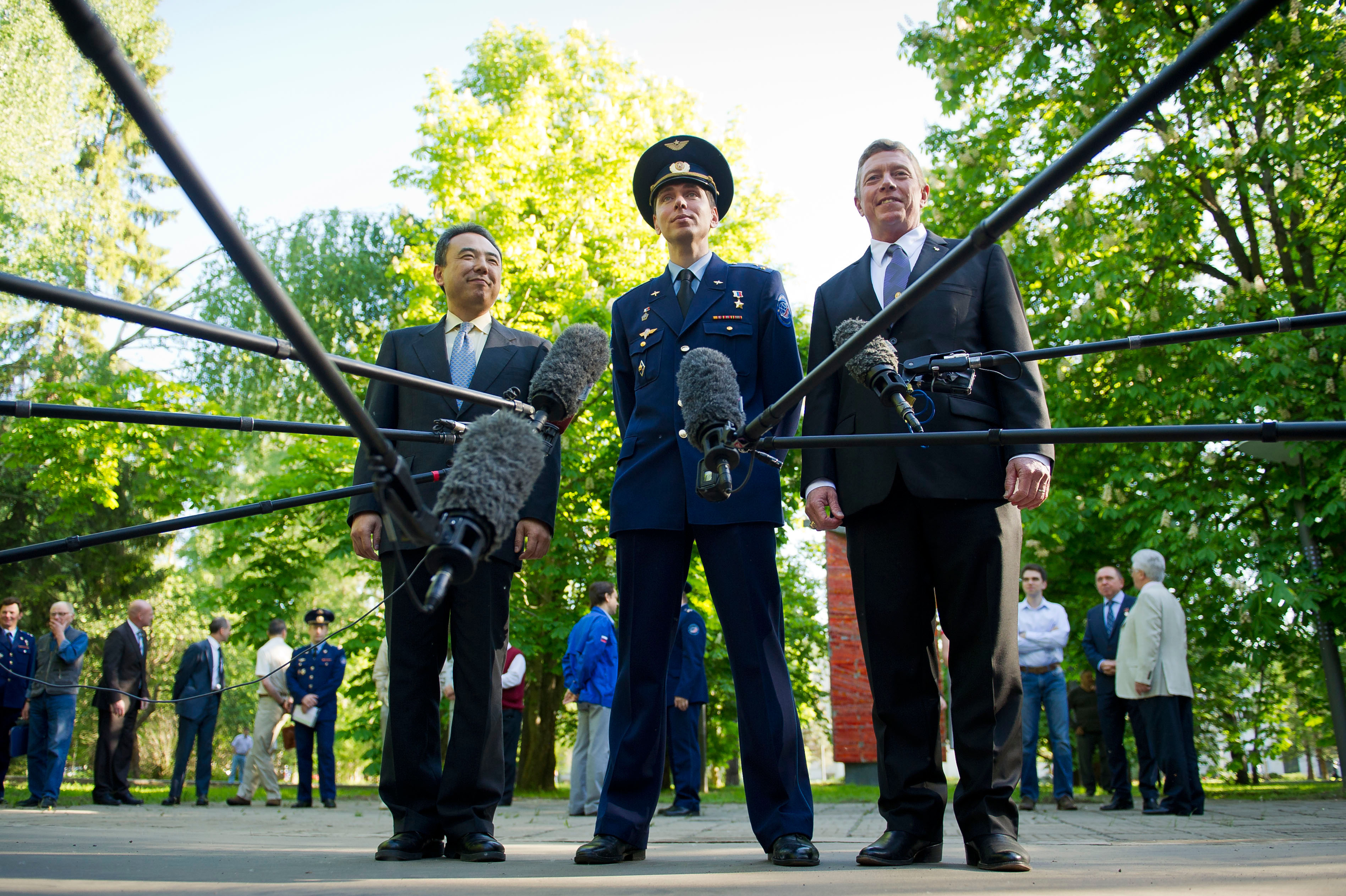
Furukawa (esquerra), Vólkov (centre), i en Fossum, contesten les preguntes dels periodistes durant una conferència de premsa que va tenir lloc al recinte del Centre Gagarin d'entrenament de cosmonautes, a la Ciutat de les Estrelles, Rússia.
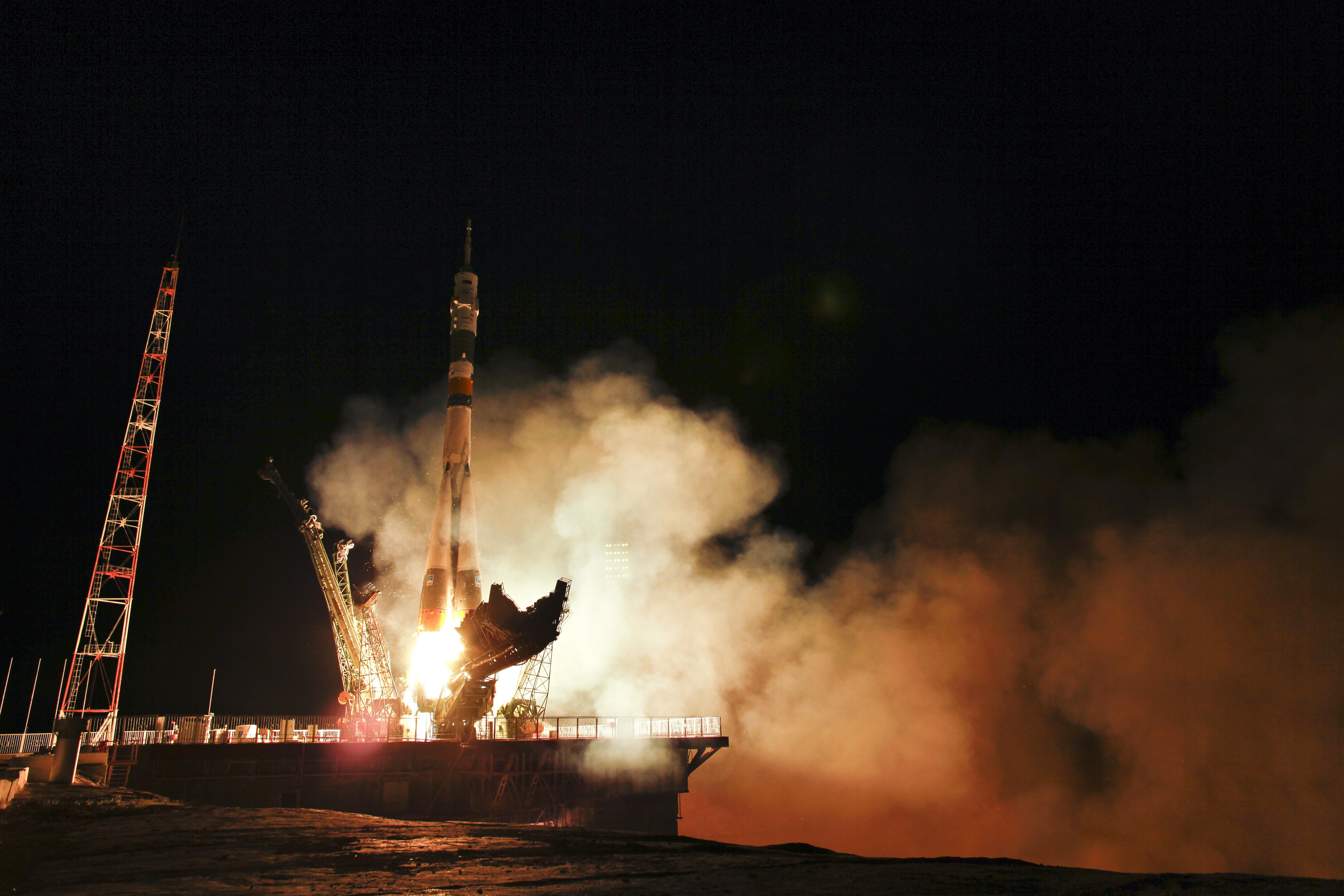
La nau Soiuz TMA-02M s'enlaira en el 8 de juny de 2011.
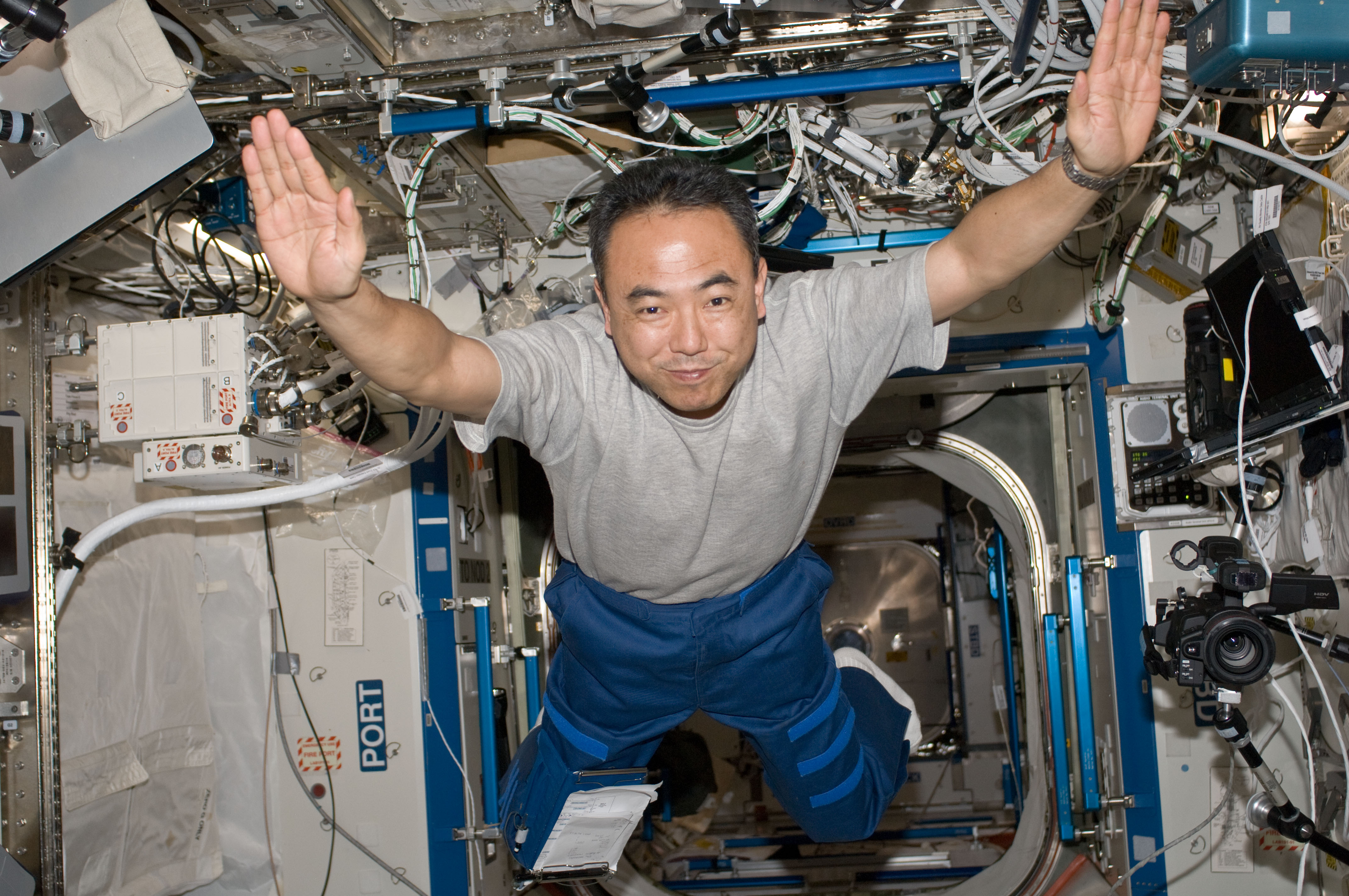
Furukawa a bord de l'ISS.
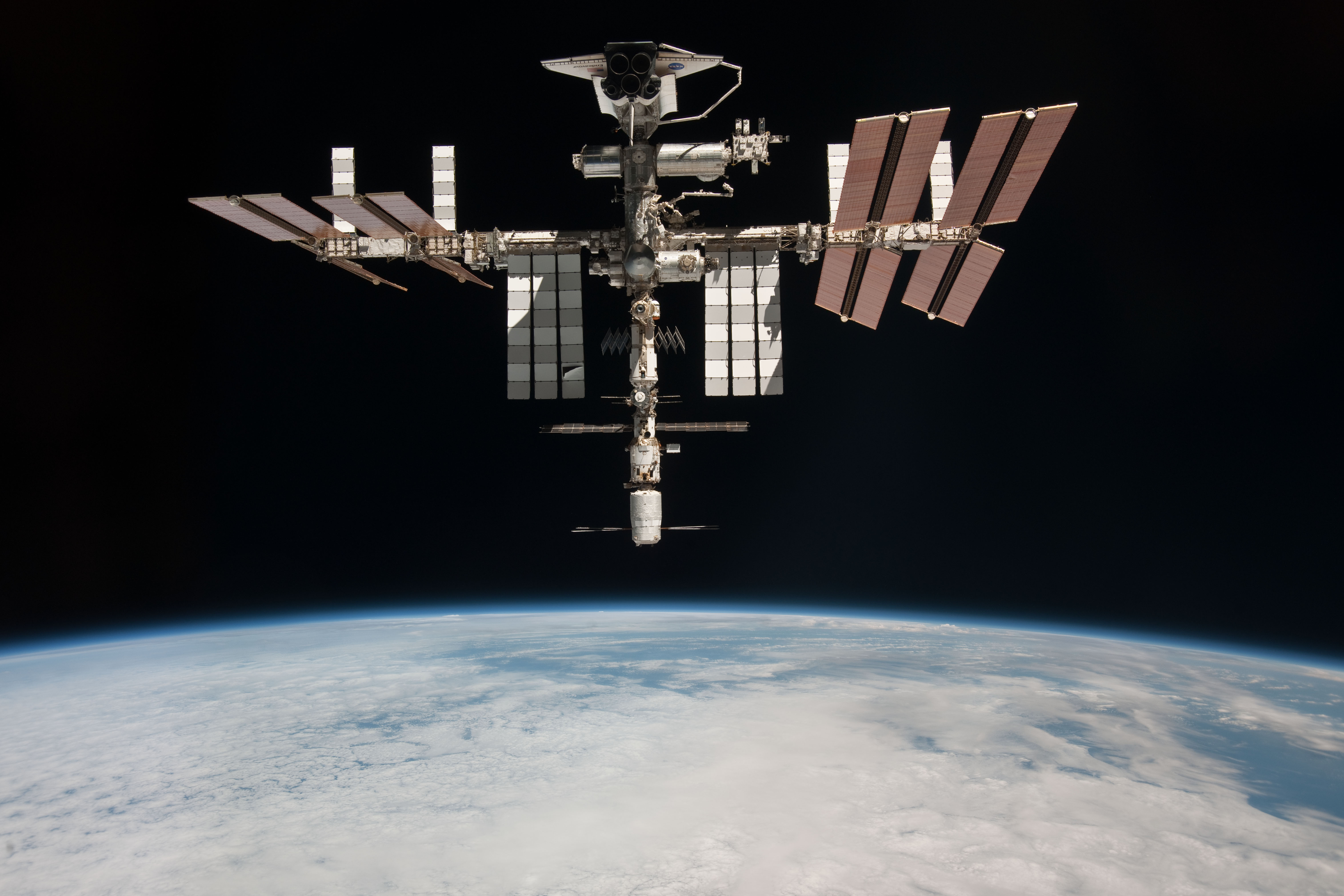
Fotografia presa durant la partida de l'Expedició 27 del Endeavour acoblat a l'ISS per últim cop.
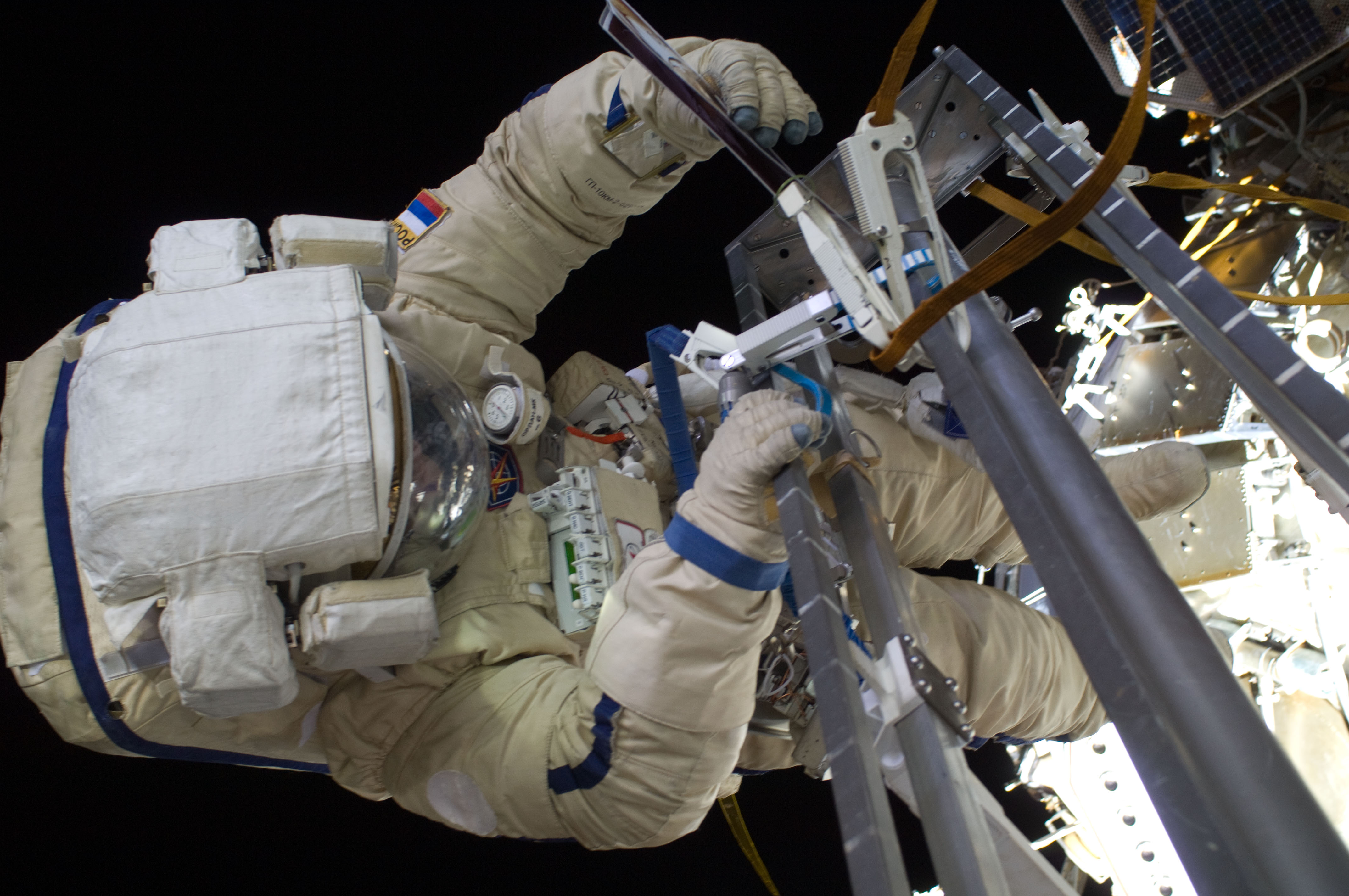
Vólkov condueix un passeig espacial.
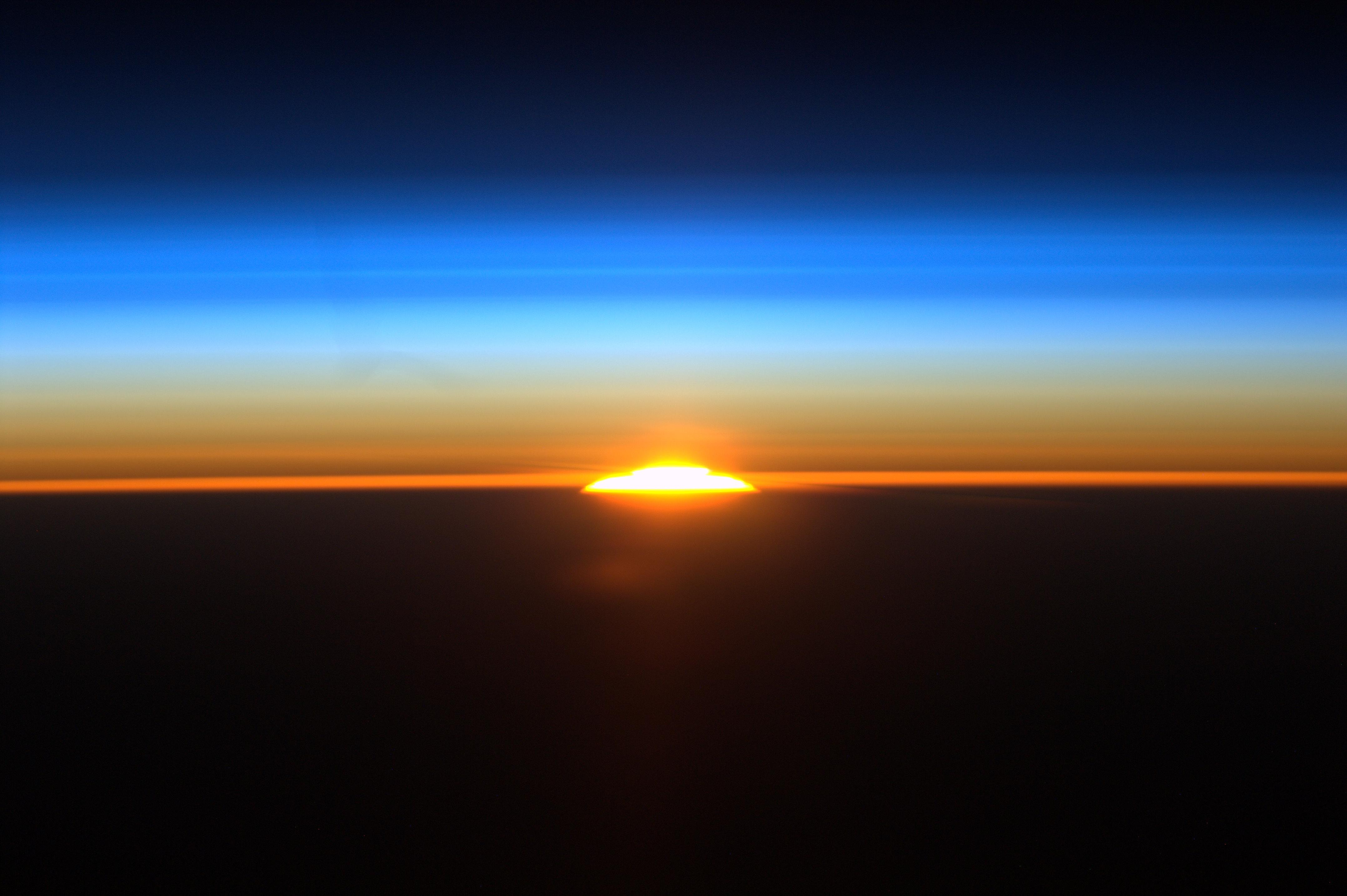
Imatge d'un ortus orbital presa per Garan.
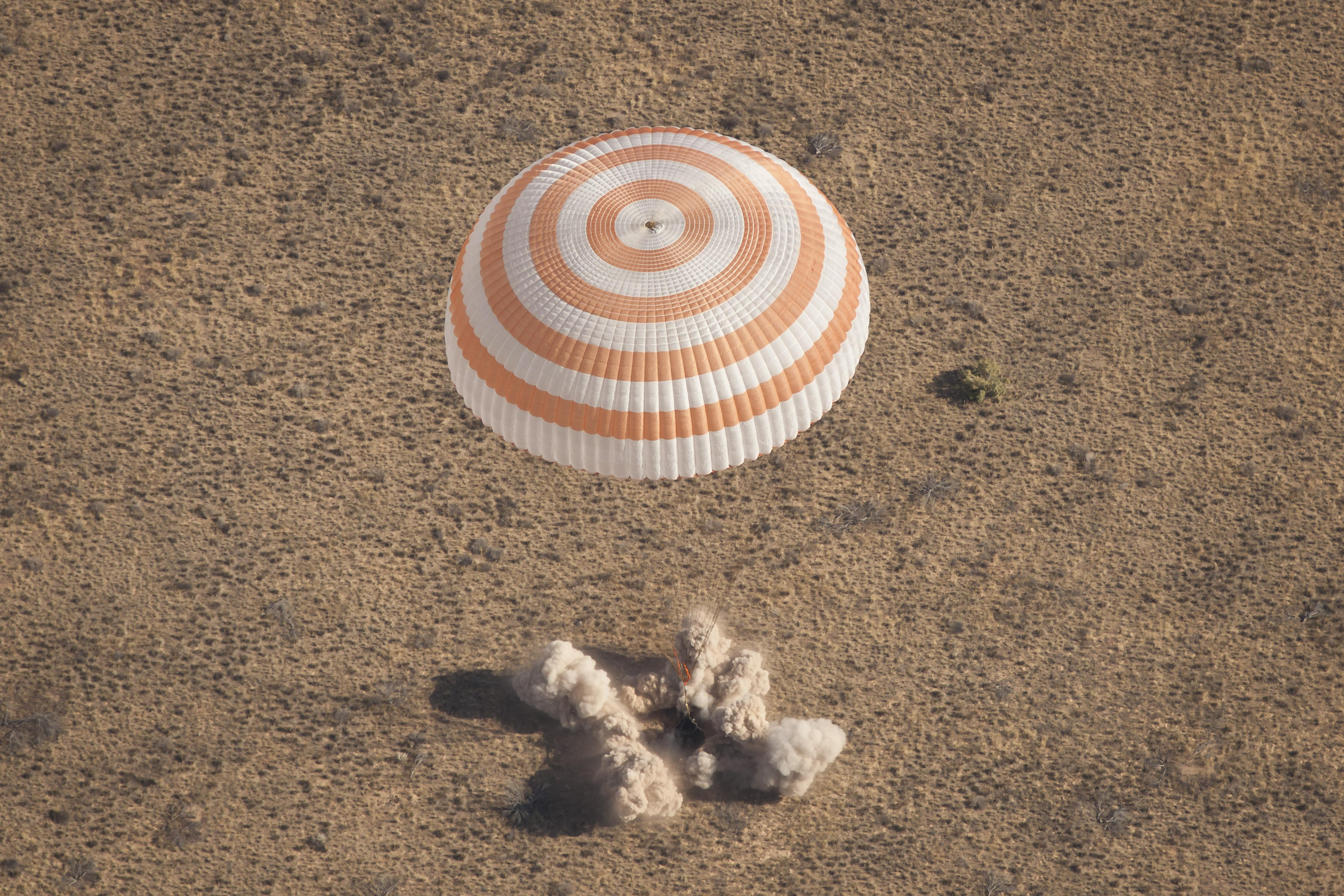
Aterratge de l'Expedició 28.